# Вулиця Крилова (Мелітополь)
Вулиця Крилова — вулиця у Мелітополі. Починається від однойменного 2-го провулка Крилова і йде до перехрестя з вулицею Павла Сивицького, а після цього перехрестя продовжується вже як Піщанська вулиця. Забудована переважно одноповерховими будинками.

## Назва
Вулицю названо на честь Івана Крилова (1769—1844) — російського байкара.
Поруч з нею розташовані 1-й провулок Крилова, 2-й провулок Крилова і 3-й провулок Крилова.
22 грудня 1957 року міська влада також затверджувала рішення про найменування ім'ям Крилова вулиці прорізаної в районі вулиць Гризодубової, Пушкіна, Олеся Гончара і провулка Олександра Тишлера. Свідчень реалізації рішення або його відміни не знайдено.

## Історія
Вулиця створена 19 вересня 1968 і тоді ж отримала свою назву.